# Stråpiplärka
Stråpiplärka (Anthus hellmayri) är en fågel i familjen ärlor inom ordningen tättingar.

## Utseende och läte
Stråpiplärkan har kraftigt streckad rygg, vit strupe och ljus buk. Den är lätt streckad på bröstet, liksom på flankerna. Arten liknar kortnäbbad piplärka men saknar denna arts vita mustaschstreck och har unikt streckade flanker. Sången består av en serie nasala sträva toner som avges från sittplats eller i flykten.

## Utbredning och systematik
Stråpiplärka delas in i tre underarter med följande utbredning:
- Anthus hellmayri hellmayri – förekommer i Anderna i södra Peru (Puno) till Bolivia och nordvästra Argentina (Tucumán)
- Anthus hellmayri dabbenei – förekommer i Anderna i västra Argentina (västra Neuquén och västra Chubut) och näraliggande Chile
- Anthus hellmayri brasilianus - förekommer i sydöstra Brasilien (São Paulo, Rio de Janeiro) till Uruguay och norra Argentina

## Levnadssätt
Stråpiplärka är en ovanlig piplärka i gräsmarker, torra steniga partier och mindre ofta i lågintensiv jordbruksbygd.

## Status
Arten har ett stort utbredningsområde och beståndet anses stabilt. Internationella naturvårdsunionen IUCN listar den därför som livskraftig (LC).

## Namn
Fågelns vetenskapliga artnamn hedrar den österrikisk-amerikanska ornitologen Carl Eduard Hellmayr (1878-1944). Tidigare kallades den hellmayrpiplärka även på svenska, men tilldelades 2024 ett mer informativt namn av BirdLife Sveriges taxonomikommitté.